# Brown Ideye
Brown Ideye (Lagos, 10 oktober 1988) is een Nigeriaans voetballer die bij voorkeur als aanvaller speelt. Hij verruilde Olympiakos Piraeus in februari 2019 voor Tianjin Teda. Ideye debuteerde in 2010 in het Nigeriaans voetbalelftal.

## Clubcarrière
Ideye begon zijn carrière bij Bayelsa United, voordat hij naar Ocean Boys ging. Met Ocean Boys won hij de Nigeriaanse Premier League. In januari 2008 haalde het Zwitserse Neuchâtel Xamax hem naar Europa. Na 55 wedstrijden en 23 doelpunten verkaste hij naar het Franse Sochaux. Op 6 juli 2011 tekende hij een vijfjarig contract bij de Oekraïense topclub Dynamo Kiev. Hij verzilverde zijn debuut op 16 juli 2011 tegen PFK Oleksandrija met twee doelpunten. In zijn tweede wedstrijd voor Dynamo Kiev scoorde hij opnieuw twee doelpunten. Ditmaal was Dynamo Kiev te sterk voor Obolon Kiev.
Ideye tekende in juli 2014 een driejarig contract bij West Bromwich Albion, dat volgens bronnen van de BBC ongeveer €13.500.000,- voor hem betaalde aan Dynamo Kiev. Daarmee was hij de duurste aankoop in de geschiedenis van de Engelse club. Hij speelde dat jaar 24 wedstrijden in de Premier League en maakte daarin vier doelpunten. West Bromwich liet hem na dat seizoen vertrekken naar Olympiakos Piraeus, de kampioen van Griekenland in het voorgaande seizoen.

## Interlandcarrière
In 2007 nam hij met Nigeria -20 deel aan het WK -20 in Canada. Hij speelde vijf wedstrijden en scoorde één doelpunt tegen Costa Rica. Hij zat in de voorselectie voor het WK 2010 in Zuid-Afrika. Hij zat echter niet in de definitieve selectie. In 2013 nam hij met Nigeria deel aan de Afrika Cup. Op dat toernooi scoorde hij een doelpunt in de halve finale tegen Mali. Op 10 februari 2013 won hij met Nigeria de Afrika Cup 2013 na 1-0 winst tegen Burkina Faso.

## Erelijst
| Competitie          |             |             |             |             |
| Competitie          | Aantal      | Jaren       |             |             |
| Dynamo Kiev         | Dynamo Kiev | Dynamo Kiev | Dynamo Kiev | Dynamo Kiev |
| ------------------- | ----------- | ----------- | ----------- | ----------- |
| Beker van Oekraïne  | 1x          | 2013/14     |             |             |
| Oekraïense supercup | 1x          | 2011        |             |             |
| Nigeria             |             |             |             |             |
| Afrika Cup          | 1x          | 2013        |             |             |